# Carl Friedrich Roewer
Carl Friedrich Roewer (Neustrelitz, 12 de octubre de 1881 - Bremen, 17 de junio de 1963) fue un taxónomo aracnólogo, y pedagogo alemán. Desde 1933 en adelante ejerció como segundo director del Überseea-Museum en Bremen (Alemania). Dedicó su carrera al estudio de los Opiliones, campo en el cual describió alrededor de un tercio de todas las especies de opiliones conocidas. Descibió un total de 2260 especies, siendo al menos 700 taxones de estos de la clase de las arañas y numerosos miembros del orden Solifugae.
Desde la década de 1930, trabajó en la ciencia racial nazi, que profundizó en el creado Departamento de Filogenia. Finalizada la guerra, fue jubilado de oficio, confiscada su casa particular. Y alrededor de 1950 continuó sus catálogos de arañas.

## Obra
- Die Weberknechte der Erde. G. Fischer, Jena 1923
- Katalog der Araneae von 1758 bis 1940. Vol. 1, Natura, Bremen 1942
- Katalog der Araneae von 1758 bis 1940. Vol. 2, Gesamtindex 1954

## Honores

### Eponimia
- Roeweria Mello-Leitão, 1923 Opiliones de Pachylinae
- Alopecosa roeweri (Rosca, 1937), (Lycosidae)
- Anepsion roeweri (Chrysanthus, 1961), (Salticidae)
- Maypacius roeweri Blandin, 1975, (Pisauridae)
- Naubolus roeweri Soares & Camargo, 1948, (Salticidae)

## Literatura
- Herbert Schwarzwälder. Das Große Bremen-Lexikon. Ed. Temmen, Bremen 2003, ISBN 3-86108-693-X

## Abreviatura (zoología)
La abreviatura Roewer  se emplea para indicar a Carl Friedrich Roewer como autoridad en la descripción y taxonomía en zoología.